# Effet Schröter
Pour les articles homonymes, voir Schröter.
L'effet Schröter est une anomalie des phases de la planète Vénus, rapportée pour la première fois par Johann Hieronymus Schröter en 1793.  
Le phénomène, maximum aux alentours de la quadrature, atteint une différence d'environ une semaine entre la phase prédite par la théorie et celle observée.  Il est imputé à la présence de l'atmosphère vénusienne qui influe sur la distribution de luminosité au niveau du terminateur (zone de crépuscule).